# Jason Alexander
Jason Alexander (Newark, Nova Jersey, EUA, 23 de setembre de 1959) és un actor estatunidenc.

## Biografia
Alexander va començar a entretenir als seus companys de ben jove perquè d'aquesta manera no el molestessin per la seva obesitat. Llavors memoritzava comèdies, diàlegs de pel·lícules i feia imitacions tan bé que mai els va donar temps als seus companys perquè es burlessin d'ell. Alexander també va prendre lliçons de cant i ball fora del col·legi –considerava el seu Bar Mitzvah com la seva “primer actuació pagana”. A l'edat de 17 anys va obtenir la seva primera feina professional quan va ser contractat en un grup teatral i se li va demanar que actués en un programa local per a nois a Nova York.
Dos anys després, mentre estudiavs actuació en la Universitat de Boston, va fer la seva primera actuació en un film, a The Burning, una cinta de terror en què també actuen Holly Hunter i Fisher Stevens. Altres films van ser: Brighton Beach Memiors, Mosquit Coast, L'escala de Jacob , White Palace, i en el paper d'un malvat advocat i amic del personatge de Richard Gere en Pretty Woman. També va actuar en I Don't Buy Kisses Anymore, una comèdia romàntica en la qual va obtenir el paper principal.
El seu debut a Broadway va arribar amb Merrily We Roll Along, una col·laboració de Hal Prince i Stephen Sondheim. També va actuar en la producció de Broadway de Rupert Holmes, Broadway Bound de Neil Simon i The Rink amb Liza Minnelli i Chita Rivera. La seva consagració teatral va ser Broadway de Jerome Robbins, pel qual va guanyar el premi Tony al millor actor el 1989 en un musical. Alexander també va ser autor de la narració per al show, el qual va merèixer el premi Tony al Millor Musical. Més tard, Alexander va pujar a l'escenari en Los Angeles interpretant Harry Truman en l'obra Give 'Im Hell Harry, per la qual va rebre una aclamació unànime dels crítics de teatre de Los Angeles i del públic en general.
En televisió va actuar en la seva pròpia sèrie en CBS Everything's Relative, també va fer aparicions en la sèrie I.R. amb Elliott Gould i va participar en Favorite Son. Alexander també ha aparegut en nombrosos comercials, sent el més conegut el comercial "Keep In Touch" per a Western Union, i la campanya de Rold Gold Pretzel.
El seu paper més important el va tenir en Seinfeld, en què va interpretar un obès calb i de mal caràcter
Gràcies al seu paper de George Costanza, Alexander va rebre dues nominacions per als premis Emmy, una nominació al Globus d'Or i va guanyar un premi American Television i dos premis American Comedy al millor actor de repartiment en una sèrie de televisió.
A més de Seinfeld, Alexander també va estar en el film North, dirigit per Rob Reiner al costat de la seva companya de sèrie Julia Louis-Dreyfus, Bruce Willis i Elijah Wood. També va aparèixer en el film Coneheads amb Dan Akroyd i Jane Curtain, i pot ser vist en el de Ron Howard, The Paper en el qual actuen Michael Keaton i Glenn Close.
Alexander sempre ha estat interessat en la direcció de teatre. La seva última experiència com a director va ser en un capítol de la sèrie Seinfeld, la qual li va donar una altra nominació per al DGA Award.

## Filmografia
Les seves pel·lícules més destacades són
- 1990: White Palace
- 1990: Pretty Woman
- 1994: Un noi anomenat North (North)
- 1994: Aladdín 2: La tornada de Jafar (veu)
- 1996: El geperut de Notre Dame (veu)
- 1997: Love! Valour! Compassion!
- 2000: Les aventures de Rocky i Bullwinkle
- 2001: Shallow Hal (Amor cec)
- 2009: Hachiko: A Dog's Story
- 2011: A Fairly Odd Movie: Grow Up, Timmy Turner! Cosmo

## Televisió
- 1989-1998: Seinfeld
- 1994-1997: Duckman (veu)
- 1999: Star Trek: Voyager
- 2001: Friends
- 2002: The Twilight Zone
- 2003: Malcolm in the Middle (estrella convidat)
- 2004: Listen up
- 2004: Conte de Nadal (A Christmas Carol) (telefilm)
- 2006: Everybody Hates Chris
- 2007: Gossip Girl
- 2008: Criminal Minds
- 2009: Curb Your Enthusiasm
- 2012: Two and a Half Men
- 2015-2016: The Grinder